# Sebastian Röttinger

Sebastian Röttinger, Kupferstich (Ausschnitt) von Lucas Kilian (1579–1631) mit einem Gedicht des Nürnberger Ratskonsulenten Georg Remus (1561–1625)

Sebastian II. Röttinger (Rettinger, Rättinger) (* Oktober 1537 in Nördlingen; † 11. Mai 1608 ebenda) war Ratsadvokat der Freien Reichsstadt Nördlingen, Konsulent der Fränkischen und Schwäbischen Reichsritterschaft und ein Hexenjäger.

## Leben
Sebastian Röttinger war der Sohn des Kürschners und Stadtamtmanns Sebastian I. Röttinger († um 1551/52) und der Dorothea Bachmann, Tochter des Arztes, Stadtphysikus' und Bundesrats des Schwäbischen Bundes Franz Schnitzer genannt Bachmann († 1533) aus Nördlingen, die 1559 in zweiter Ehe den Gerichtsschreiber Wolfgang Fischer aus Wallerstein heiratete.

### Studium in Wittenberg
Sebastian Röttinger immatrikulierte sich zusammen mit Bartholomäus Beuerlein aus Nördlingen am 6. Oktober 1553 in Wittenberg und erwarb „unter Phil. Melanchthon“ am 4. August 1558, als Petrus Vincentius (1519–1581) Dekan der Artistenfakultät war, den Magistergrad.

### Ortenburger Hauslehrer
1559 wurde er für die Dauer von acht Jahren als Präzeptor (Lehrer) des Grafen Anton von Ortenburg (1550–1573) und des Grafen Maximilian Fugger (1550–1588), der später Komtur des Deutschen Ordens in Sterzing wurde, engagiert, die gemeinsam an der Universität Ingolstadt studierten. Später begleitete er Graf Anton zum Studium nach Frankreich. Auf der Reise besuchte Röttinger Ulrich Fugger (1526–1584) in Augsburg. Im Juli 1561 trafen Graf Anton und sein Lehrer Johannes Calvin, Theodor Beza und Germain Colladon (1510–1594) in Genf. 1561/62 studierten sie in Bourges, das sie nach dem Blutbad von Wassy beim Ausbruch des Ersten Hugenottenkrieges im Mai 1562 fluchtartig verließen, danach zusammen mit Graf Wilhelm II. von Oettingen-Wallerstein (1544–1602) in Dole, schließlich in Straßburg. Auf der Rückreise sprachen Graf Anton und Röttinger bei Herzog Christoph von Württemberg in Stuttgart vor, im April 1563 erreichten sie das ortenburgische Schloss Mattighofen.

### Ortenburger Adelsverschwörung
Während der sogenannten „Ortenburger Adelsverschwörung“ 1563/64 unterstützte Sebastian Röttinger den Grafen Joachim von Ortenburg (1530–1600), indem er Publikationen vorbereitete und zusammen mit dem Sekretär Hans Hager ein Verzeichnis von Decknamen und Begriffen für den Fall einer Inhaftierung anlegte. Röttinger war Silvester 1563/64 als Präzeptor des Junggrafen Anton bei der von Albrecht V. von Bayern (1528–1579) befohlenen gewaltsamen Öffnung von Schloss Neu-Ortenburg durch den herzoglichen Rat Hans Neuchinger († 1582) anwesend und protestierte zusammen mit dem gräflichen Pfleger Trojanus Zinner gegen die Besetzung.

### Fortsetzung der Tätigkeit als Hauslehrer
1564 reiste Röttinger mit seinem Schüler Anton von Ortenburg und dem Hofmeister Paul von Welsberg († 1588) zum Studium nach Tübingen (Immatrikulation am 29. Oktober) und 1566 nach Orléans. 1566 war Röttinger Stellvertreter des Kurators der deutschen Nation in Orléans, Johann Conrad Meyer (1544–1604). In Orléans trug er sich in das Stammbuch des Dietrich von Ketteler ein. 1567 wurde er in Bourges zum Dr. iur. utr. promoviert und schrieb sich in Paris in das Stammbuch des Hans Jakob d. Ä. vom Staal (1540–1615) aus Solothurn ein.
Anschließend begleitete Röttinger den jungen Grafen auf seiner Kavaliersreise durch Italien (Padua, wahrscheinlich Rom, Siena). In Regensburg unterzeichnete Röttinger im August 1569 für Graf Joachim von Ortenburg den Abschied des Bayerischen Reichskreises. Im Oktober 1569 musste Graf Joachim von Ortenburg „dem Präzeptor seines Sohnes Sebastian Röttinger, Doctor“, eine Schuldverschreibung über 900 Gulden ausstellen, weil er nicht mehr in der Lage war, ihm Besoldung, Kleider und Zinsen zu zahlen.

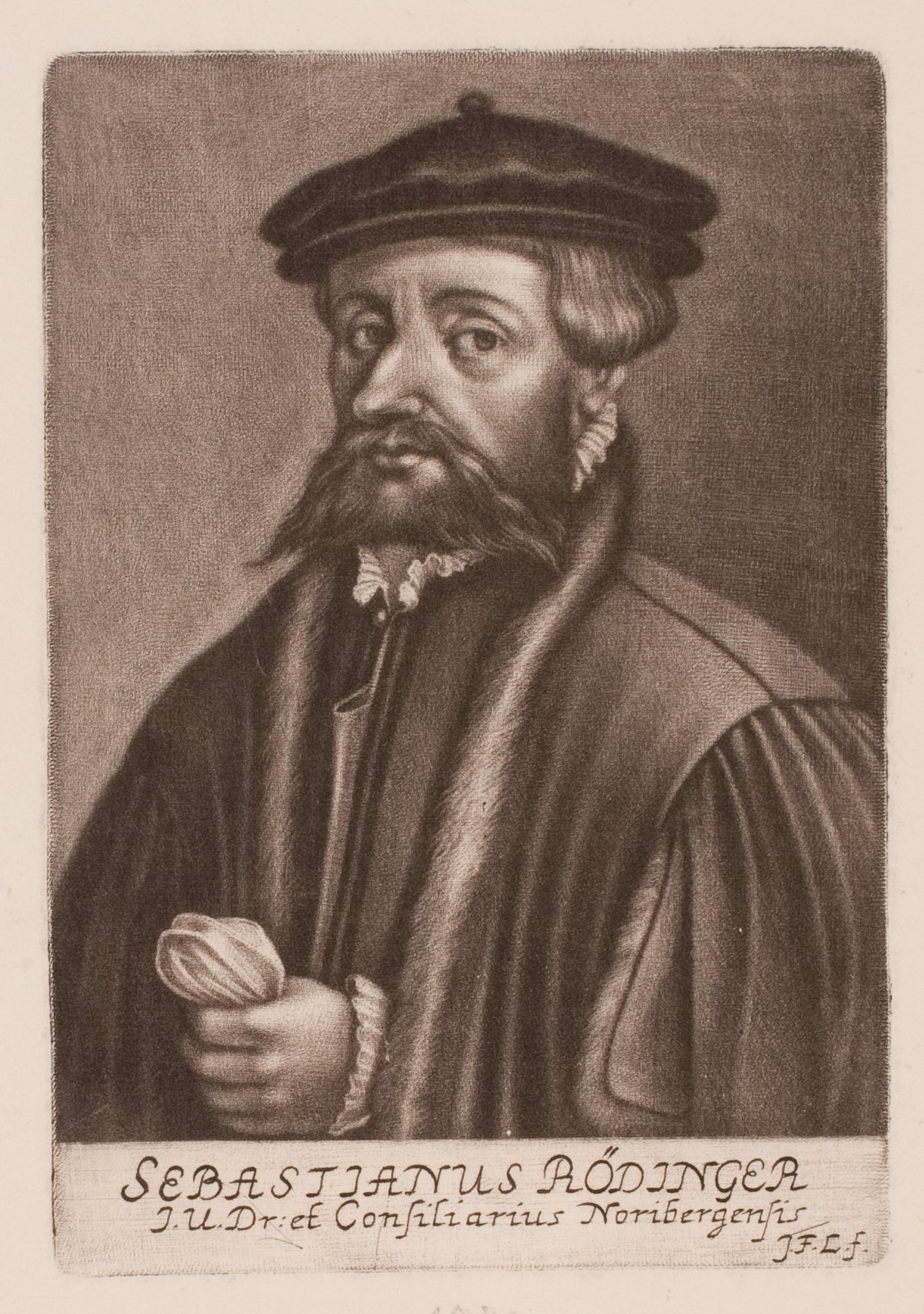
Sebastianus Rödinger als „Consiliarius Noribergensis“, Schabkunst von Johann Friedrich Leonart (1633–1680), um 1648/80 nach älterer Vorlage

### Nürnberger Consiliarius?
Sebastian „Rödinger“ scheint vorübergehend Ratskonsulent in Nürnberg gewesen zu sein; als solcher wird er auf einer handschriftlich in Tinte „ab A°. 1570“ datierten Porträt-Zeichnung dargestellt. Da eine Tätigkeit Röttingers in Nürnberg sonst nicht belegt ist, dürfte es sich um eine Verwechselung von Noribergensis und Norlingensis handeln.

### Nördlinger Syndikus
Am 17. Mai 1570 wurde Röttinger Syndikus in Nördlingen und nahm im selben Jahr zusammen mit Bürgermeister Peter Seng d. Ä. (1512–1589) am Reichstag zu Speyer (13. Juli bis 13. Dezember) teil.
1571 erwirkte er beim kaiserlichen Hof in Prag gegen den Widerstand der Oettinger, in deren Gebiet Nördlingen eine Enklave bildete, sicheres Geleit für die zur Messe ziehenden Kaufleute. Röttinger und Bürgermeister Seng schlossen dann 1573 in Ingolstadt und 1577 in Wemding für die Stadt Nördlingen Vergleiche mit den Grafen von Oettingen wegen verschiedener Nachbarschafts- und Besteuerungsstreitigkeiten.
1573 wurde Sebastian Röttinger als Rat und Advokat im Ritterkanton Kocher der Schwäbischen Reichsritterschaft angenommen, schied aber offenbar bald wieder aus dem Dienst aus. Unter Röttingers Führung betonte die Ritterschaft ihre Eigenständigkeit gegenüber dem Herzogtum Württemberg. Röttinger erhielt auch Bestallungen als Rat des Kaisers und Erzherzogs von Österreich Maximilian II. und als pfalzgräflicher Rat.
Im Januar 1575 nahmen Bürgermeister Georg Schmidt genannt Haider († 1588) und Advokat Sebastian Röttinger als Abgesandte der Stadt Nördlingen in Oettingen an der Hochzeit von Graf Gottfried von Oettingen-Oettingen (1554–1622) und Gräfin Johanna von Hohenlohe-Waldenburg (1557–1585) teil. 1575/76 berieten Röttinger und der Augsburger Advokat Dr. Georg Tradel (1530–1598) die Reichsstadt Aalen gegen ihre Patronatsherrin, die Fürstpropstei Ellwangen, bei der Einführung der Reformation. In Regensburger Rathaus überreichten die Rechtsgelehrten Sebastian Röttinger, Balthasar Melchior von Kestlan (Kesstlan, Kastelan) und Georg Rusdorfer (Ruestorfer, von Rußdorf) († nach 1594) anlässlich des Kurfürstentages und der Königswahl Rudolfs II. dem Kurmainzer Kanzler Dr. Christoph Faber († um 1601) im November 1575 eine Schrift des Grafen Joachim von Ortenburg wegen der Herrschaftsansprüche auf die Reichsgrafschaft Ortenburg.
Röttinger vertrat die Städte Nördlingen und Bopfingen 1576 auf dem Regensburger Reichstag. 1576 wurde er von der schwäbischen Ritterschaft als „Fünf-Orts-Konsulent“ ihrer Kantone bestellt. 1577 wirkte der Nördlinger Advokat Sebastian Rettinger in Dietenhofen als „Commissarius“ des Reichskammergerichtes mit an der Aufklärung einer Schadenersatz-Streitigkeit zwischen den Vettern Matthias von Leonrod († 1579) zu Dennenlohe und Cronheim, Philipp von Leonrod († 1593) zu Dietenhofen als Besitzer der Schäferei zu Neudorf und Rüdern und Kurfürst Georg Friedrich I. von Brandenburg-Ansbach-Kulmbach (1539–1603), dessen Wildbann dadurch verletzt worden war, dass zwei unangeleinte Schäferhunde 1570 einen Hirsch von ungewöhnlichem Gewicht gerissen hatten. In Wallerstein half er 1577, einen Vergleich zwischen der Herrschaft Diemantstein und den Grafen von Oettingen über Rechte in Diemantstein, Leiheim und Oberringingen zu vermitteln.
Balthasar Assenheimer (1577–1620) aus Ried bei Augsburg, der Präzeptor von Zacharias Geizkofler, Hans Jakob Rehlinger (* um 1563; † 1618) und Philipp Tradel in Padua und Basel, widmete seinen Förderern Georg Tradel und Sebastian Röttinger 1577 zwei unter dem Vorsitz von Johannes Gailkirchner in Ingolstadt abgehaltene juristische Disputationen.
1578 reiste Sebastian Röttinger an den kaiserlichen Hof in Prag und erreichte, dass „eine gantze Truche von Acta und Privilegia“ der Ritterschaft bestätigt wurde. Erhard Cellius erwähnt den Nördlinger Syndikus Röttinger 1581 lobend in einer Tübinger Gratulationsschrift, Nikolaus von Reusner würdigte ihn in einem Gedicht.
Röttinger und der Ratsherr und spätere Bürgermeister Karl Gundelfinger (1542–1592), dessen Witwe Dorothea 1594 in der Haft starb und als Hexe verbrannt wurde, waren 1582 Gesandte der Stadt Nördlingen zum letzten Reichstag in Augsburg.
Im Mai 1584 gehörte Röttinger als Vertreter der Reichsstädte zu der Kommission der Reichsstände, die das Reichskammergericht in Speyer visitierte. Im Juli 1584 beglaubigte Röttinger eine kartografische Aufnahme (Wildbanngranitzkarte) der Herrschaft Fraunhofen durch den Regensburger Maler Hieronymus van de Venne (von Devenne) in einem von Anna von Fraunhofen, Herzog Wilhelm IV. von Bayern und ihren Erben vor dem Reichskammergericht geführten Prozess. In einer Streitsache zwischen dem Hochstift Eichstätt und der Herrschaft Pappenheim nahm Sebastian Röttinger 1587 als kaiserlicher Kommissiar ein Teilgebiet des Raitenbucher Forstes bei Weißenburg in Augenschein; als sein Adjunkt fungierte dabei Johann Alacra (Alakraw, Allakra) († nach 1592).

### Hexenprozesse
Röttinger gilt als einer der eifrigsten deutschen Hexenjäger. So nahm er an den peinlichen Verhören der Opfer der Nördlinger Hexenverfolgung teil, darunter die Verhöre von Maria Holl und Barbara Lierheimer. Er wurde bei den Hexenprozessen vor allem von seinem Kollegen, dem Ratsadvokaten Wolfgang Graf († 1608), Bürgermeister Johannes Pferinger (um 1533–1604), Stadtschreiber Paul Maier († 1590) und dem Gutachter Georg Tradel aus Augsburg unterstützt. Der Nördlinger Superintendent Wilhelm Friedrich Lutz (1551–1597), der gegen die Hexenverfolgung predigte, konnte die Verfolgung nicht aufhalten. Von 1589 bis 1598 starben 34 Frauen und ein Mann in Nördlingen auf dem Scheiterhaufen. Im Prozess der Maria Holl, die allen Folterungen widerstand, stellen 1594 selbst Röttinger und Tradel in ihren Rechtsgutachten die Unschuld der angeschuldigten Frau fest.
Im Prozess gegen die ledige Näherin Walpurga Hoppenhans aus Hainbach (= Ober-/Untertal), die trotz Folter kein Geständnis ablegte und später gegen Urfehde frei kam, wurde Röttinger 1596 vom Rat der Stadt Esslingen um ein Gutachten über erfolgversprechende Verhörtechniken neben der Tortur gebeten.

### Anwalt der Reichsritterschaft
In einem Schreiben des Viertels an der Donau der Schwäbischen Reichsritterschaft an den Ritterkanton Kocher wird die Teilnahme seines Advokaten Röttinger am Korrespondenz-Tag der Freien Reichsstädte in Speyer zu Bartholomäi (24. August) 1588 angekündigt. Sebastian Röttinger und Johann Gundelfinger aus Nördlingen gehörten im August 1590 zu einer Delegation aus Abgesandten von Straßburg und Nördlingen des in Speyer zusammengetretenen Städtetages, die in Augsburg einen Vergleich zwischen dem katholischen Stadtrat und der evangelischen Bürgerschaft zu vermitteln versuchte, der allerdings erst im folgenden Jahr zustande kam. Im Oktober 1590 wurde Röttinger von einem Korrespondenz-Tag in Heilbronn in eine Kommission berufen, die Beschwerden der drei Ritterkreise Schwaben, Franken und am Rheinstrom bei Kaiser Rudolf II. (1552–1612) vortragen sollte.

Redendes Wappen von Laupheim nach einem der Marktgemeinde 1596 von Hofpfalzgraf Röttinger im Auftrag von Carl von Welden († nach 1621) verliehenen Wappenbrief

1591 wurde Röttinger in Prag von Kaiser Rudolf II. die Pfalzgrafenwürde (Comes palatinus) mit dem Recht der Wappenverleihung zuerkannt. Er nahm 1594 für Nördlingen und auch im Namen der Städte Offenburg und Gengenbach zusammen mit dem Ratsherren Thomas Dithei und 1603 zusammen mit dem Nördlinger Bürgermeister Johann Wilhelm Gundelfinger (1561–1630) am Reichstagen in Regensburg teil.
Christoph-Pius Hardesheim (Herdesianus) (1577–1620) aus Nürnberg widmete Philipp Camerarius, Sebastian Röttinger und Paul Pfinzing von Henfenfeld 1593 eine unter dem Vorsitz von Konrad Rittershausen abgehaltene Altdorfer juristische Disputation.
1594 vertrat Sebastian Röttingen bei einer Konferenz in Oettingen Hieronymus von Diemantstein in einem Streit mit Graf Gottfried von Oettingen-Oettingen (1554–1622), der von seinem Kanzler Jakob Moser (1527–1595) vertreten wurde, über die niedere Gerichtsbarkeit „außer Etters“ der diemantsteinischen Güter. Im Januar 1595 gehörte Röttinger in Ulm zu den Verfassern und Unterzeichnern einer „Protestation“ der evangelischen Stände des Schwäbischen Reichskreises, die bestritt, dass dem Konstanzer Bischof Andreas von Österreich nach dem kinderlosen Tod des Herzogs Ludwig von Württemberg (1554–1593) die alleinige Inhaberschaft des zuvor mit Württemberg geteilten Kreis-Direktorates (Kreisausschreibenden) zugefallen sei. In einem Konflikt über die Herrschaft Eglingen zwischen den Freiherren von Grafenegg und Pfalz-Neuburg gehörte Sebastian Röttinger 1595 zu den vom Reichskammergericht bestellten Schiedsrichtern.
1603 stiftete Röttinger mit 3000 Gulden ein Studienstipendium für Nördlinger Bürgersöhne. Balthasar Hiller aus Nördlingen widmete 1604 dem Syndikus und Mäzen Sebastian Röttinger und dem Nördlinger Syndikus Wolfgang Graf (Gravius) 1604 eine unter dem Vorsitz von Tobias Tandler in Wittenberg abgehaltene naturwissenschaftlich-physikalische (artistische) Disputation. Johann Jakob Lemp aus Nördlingen widmete dem Rat seiner Heimatstadt und ihrem Syndikus Sebastian Röttinger  1606 eine unter dem Vorsitz von Jakob Martini in Wittenberg abgehaltene philosophische (artistische) Disputation.
Dem Amtmann Johann Otter d. Ä. in Ragnit an der Memel in Brandenburg-Preußen – dem Vater des Mathematikers Christian Otter – und seinen Brüdern Otter genannt „Leh(en)mann“, die teilweise im oberfränkischen Goldkronach in der Markgrafschaft Brandenburg-Kulmbach lebten, verlieh Röttinger 1606 ein Wappen. Noch kurz vor seinem Tod vertrat Sebastian Röttinger im Februar 1608 die Äbtissin Apollonia Schrötl († 1631) des Zisterzienserinnenklosters Mariä Himmelfahrt in Kirchheim am Ries als Rechtsbeistand gegen Zinsforderungen jüdischer Bankiers.
Röttinger war mit dem Komponisten Orlando di Lasso (1532–1594) befreundet. Der neulateinische gekrönte Dichter Matthäus Zuber (1570–1623) aus Neuburg an der Donau, Poetiklehrer in Sulzbach im Herzogtum Pfalz-Sulzbach, schickte dem Rechtsgelehrten Sebastian Röttinger einen Gruß „seiner Muse“ in Form eines Epigramms. Der Augsburger Arzt Georg Hieronymus Welsch überlieferte ein medizinisches Rezept für eine halbflüssige Heilsalbe gegen Krämpfe, das er von „D. Seb. Roetingero“ erhalten habe.

## Familie
Sebastian Röttinger war seit 1571 verheiratet mit Ursula Steck († 1590), verwitweter Schertlin, aus Cannstatt und seit 1591 in zweiter Ehe mit Maria Hardesheim (1569–1617), Tochter von Christoph Herdesianus (Hardesheim) (1523–1585) aus Nürnberg. Sein Sohn Christoph Rödinger (* 1592; † 1627), 1614 immatrikuliert in Siena, Cornet in Nürnberg, heiratete 1616 Maria Pfinzing von Henfenfeld (1600–1632) aus Nürnberg, Tochter von Ratsherr Georg Pfinzing von Henfenfeld (1568–1631). Die Söhne Sebastian und Philipp starben 1600 im Kindesalter, ein vierter Sohn – Christian – und eine Tochter aus zweiter Ehe waren 1608 bereits verstorben.
Ein Holz-Epitaph für Sebastian Röttinger, Ursula Steck und Maria Hardesheim mit Gemälden von Hans Simon Metzger (1586–1629) zur Geschichte Hiobs und der Auferstehung Christi befindet sich an der Südwand des Chores der St.-Georg-Kirche. Auf dem Epitaph ist auch die Familie dargestellt; die verstorbenen Kinder sind mit jeweils einem Kreuz bezeichnet.

## Wappen
Schild geviert; in 1 und 4 (Röttinger) auf goldenem Grund auf einem Dreiberg stehend ein Mann in schwarzer (ursprünglich roter) Kleidung mit ausgebreiteten Armen, in denen er jeweils drei rote Rosen hält, auf seinem Kopf eine goldene Krone; in 2 (Strauß) auf rotem Grund ein silberner, zurücksehender Vogel Strauß mit einem goldenen Ring im Schnabel; in 3 (Althammer) auf rotem Grund aus dem rechten Schildrand hervorkommend ein schwarzer Arm, der an goldenem Stiel einen silbernen Hammer hält. Wahlspruch: „In silentio et spe“ (= „In Stillesein und Hoffen“) nach Jes 30,15 .
Die Patrizierfamilie Röttinger stammt ursprünglich aus dem Dorf Röttingen auf dem Härtsfeld.